# Ghemme (DOCG)
Pour la commune, voir Ghemme.
Le Ghemme est un vin italien de la région Piémont dont les appellations sont dotés d'une appellation DOCG depuis le 29 mai 1996. Seuls ont droit à la DOCG les vins rouges récoltés à l'intérieur de l'aire de production définie par le décret. Les vignobles autorisés se situent en province de Novare dans la commune de Ghemme et dans la commune de Romagnano Sesia. La superficie plantée en vignes est de 58,26 hectares.

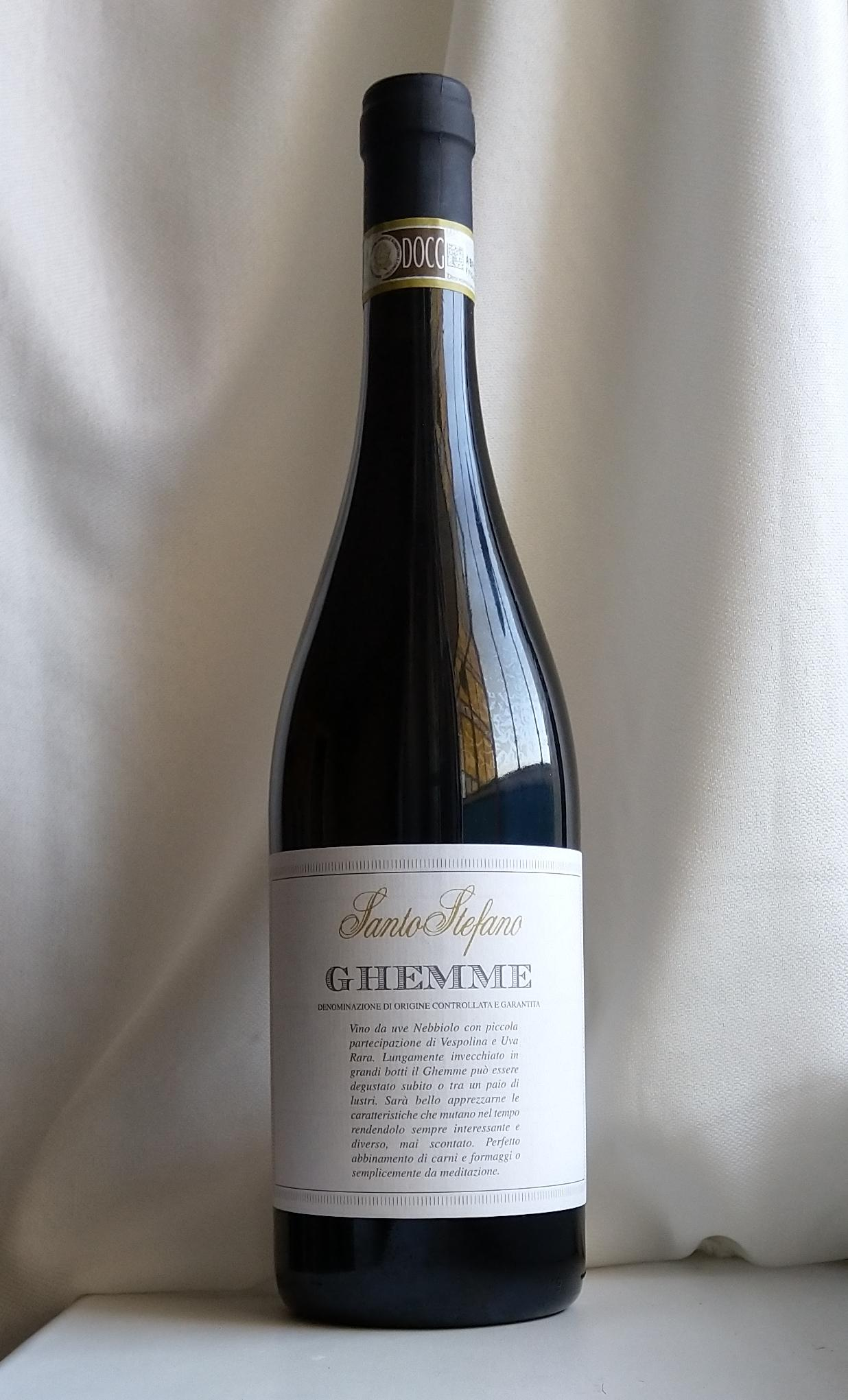
Une bouteille de Ghemme

Au nord de l'appellation, on trouve le vignoble de Gattinara.
Le décret prévoit un vieillissement de trois ans, dont au moins vingt mois en fûts de chêne et au moins neuf mois d’affinement en bouteille.
Il existe une version Ghemme riserva avec un vieillissement minimum de 4 ans.

## Caractéristiques organoleptiques
- Couleur : rouge rubis  avec des reflets grenat
- Odeur : fin, agréable et fugace
- Saveur : sec, savoureux, avec une finale agréablement et légèrement amère, harmonieux.

Le Ghemme se déguste à une température de 16 – 18 °C et il se  gardera 4 – 8 ans.

## Association de plats conseillée
Les rôtis de viande rouge, le gibier, les fromages à pâte dure

## Production
Province, saison, volume en hectolitres :
- pas de données disponibles